# Bhabua
Bhabua (hindi: भबुवा, urdu: بھبُوا) är en stad i den indiska delstaten Bihar. Den är administrativ huvudort för distriktet Kaimur och hade 50 179 invånare vid folkräkningen 2011.